# Dmitri Sergeyev
Dmitri Sergeyev (né le 22 décembre 1968) est un judoka russe. Aux Jeux olympiques d'été de 1992, il combat sous le drapeau de l'équipe unifiée à la suite de la dislocation de l'URSS dans la catégorie des poids mi-lourds. Il remporte la médaille de bronze.

## Palmarès

### Jeux olympiques
- Jeux olympiques de 1992 à Barcelone,  Espagne
  -  Médaille de bronze